# Il calzolaio di Vigevano
Il calzolaio di Vigevano è un romanzo di Lucio Mastronardi pubblicato nel 1959, il primo della cosiddetta "trilogia vigevanese".

## Trama
Mario Sala, detto Micca, è il figlio del più bravo artigiano di scarpe di Vigevano. Quando, in epoca fascista, si sviluppa l’industria della calzatura, il protagonista decide di diventare “padrone”, ovvero proprietario di azienda. Mette il padre in ospizio, perché per lui costituisce un costo, e prende per moglie Luisa, una “giuntora”, in modo che possa aiutarlo nei suoi sogni di ricchezza. Luisa e Mario lavorano in casa senza domeniche e festività, risparmiano anche sull’essenziale; l’ansia di guadagno si sovrappone alle amicizie e piega anche i sentimenti familiari. In questo modo raggiungono la cifra sufficiente per mettersi in società con Pelagatta, un affarista astuto e ex fidanzato di Luisa. L’azienda cresce; i soci dividono incassi importanti. Quando il cielo sembra sereno, Micca è chiamato in guerra. Luisa non riesce a controllare l’attività della fabbrica nel periodo bellico; Pelagatta la convince a rompere la società. La donna comincia così una nuova avventura imprenditoriale e amorosa con Netto, un amico del marito, che si fa intestare la nuova azienda. La morte di Netto in un bombardamento lascia Luisa sola e in povertà. Torna dalla guerra Mario, recupera in soffitta il suo banchetto da calzolaio e ricomincia a lavorare attendendo l’occasione di diventare “padrone”. Mentre molti vecchi imprenditori falliscono, sta nascendo una nuova classe di imprenditori. Alcuni di loro vengono dal Sud, come padron Pedale, che organizza la fabbrica con criteri tayloristici. Dall’artigianato alla disumanità della catena di montaggio.

## Genesi del romanzo e critica
Mastronardi, dopo la pubblicazione di quattro racconti sul “Corriere di Vigevano” nel 1955, ha modo di avvicinare Elio Vittorini, celebre scrittore e curatore editoriale per la casa editrice Einaudi. Gli scrive nel 1956 e gli sottopone i propri testi. Vittorini lo invita a scrivere un romanzo e gli dà molti consigli per orientare la scrittura. Occorre evitare di cadere nell’excursus storico manzoniano, così come nell’autobiografia. Febbrile è il lavoro di riscrittura del testo fino quasi all’edizione del romanzo. Calvino consiglia: «bisogna tagliare il finale, studiare un sistema di revisione grafica, e poi anche eliminare le parolacce inutili». Rischio maggiore, però, sembrano le querele, data l’adesione del testo alla realtà vigevanese. Il romanzo ha edizione nel numero inaugurale de Il Menabò (giugno 1959), prestigiosa rivista diretta da Vittorini e Calvino. La pubblicazione porta un’immediata attenzione sull’autore: si ricorda una favorevole recensione di Eugenio Montale sul Corriere della Sera del 31 luglio 1959. Il poeta appare colpito non solo dalla vicenda, ma anche dalla capacità dello scrittore di gestire il ritmo della narrazione, fino a dichiarare che «in Mastronardi c’è senza dubbio la stoffa del narratore» . Tra gli autori che sono stati accostati al primo Mastronardi dalla critica, meritano immediata considerazione quelli che lo stesso scrittore lombardo ricorda in una autopresentazione a Vittorini del 1956: «Verga, Pirandello, lei [Vittorini], Hemingway, Steinbeck, l’Americana». Di Verga, in particolare, racconta in un’intervista: «La prima volta che ho letto I Malavoglia ci ho visto i calzolai di Vigevano. Penso che se Verga fosse nato qua, avrebbe raccontato la storia di una famiglia di “scarpari”, avrebbe scritto I Malavoglia vigevanesi.»
Particolare interesse suscita la lingua con cui Mastronardi fa parlare i suoi personaggi, una personale mescolanza di dialetti lombardi, dialetti del Sud e italiano, che sorprende per il suo ritmo e la capacità di «identificarsi nella coscienza paesana del suo mondo, quando si incarna nel muoversi a gesti dei suoi personaggi. La scelta del “mistilinguismo” è interessante per Vittorini, in particolare nei testi degli autori del Nord Italia, perché testimoniano «lo straordinario gergo di formazione recente in cui si parlano e s’intendono, nelle grandi città del nord, milanesi ed immigrati meridionali».  
Il romanzo è ripreso dall'autore dopo la pubblicazione in rivista, è modificato, anche contro il parere di Calvino e, infine, pubblicato nel 1962 per la casa editrice Einaudi nella collana i Coralli. È il primo di tre libri della cosiddetta trilogia vigevanese; seguono Il maestro di Vigevano e Il meridionale di Vigevano.